# Zunderdorp
Zunderdorp è una località dei Paesi Bassi situata nella provincia dell'Olanda Settentrionale. Fa parte della municipalità di Amsterdam ed è situata nel quartiere Landelijk Noord (Nord Rurale) in Amsterdam-Noord.
Situata a 7 km a nord della città di Amsterdam, la località conta 465 abitanti (2024).
Zunderdorp è stata parte del comune di Nieuwendam dal 1811 fino al 1º gennaio 1921, quando fu assorbita, assieme al comune di Buiksloot e di Ransdorp, dal comune di Amsterdam.